# Джиджавадзе, Айша Кезетовна
Айша Кезетовна Джиджавадзе (1904 год, село Хуцубани, Батумская область, Российская империя — 1985 год, село Хуцубани, Кобулетский район, Грузинская ССР) — советский хозяйственный, государственный и политический деятель, звеньевая колхоза имени Сталина Хуцубанского сельсовета Кобулетского района, Грузинская ССР. Герой Социалистического Труда (1948). Депутат Верховного Совета Грузинской ССР 2 — 3 созывов.

## Биография
Родилась в 1904 году в крестьянской семье в селе Хуцубани. Окончила местную начальную школу. Трудиться начала 12-летним подростком в частном сельском хозяйстве. В 1929 году вступила в местный колхоз (позднее — колхоз имени Сталина Кобулетского района). Трудилась рядовой колхозницей на различных работах, с 1933 года — на чайной плантации.
Член ВКП(б). В 1939 году выступила с почином ежедневно собирать по 30 килограмм чайного листа вместо 16-ти запланированных. С 1942 года возглавляла звено чаеводов бригады № 1, которое в последующие военные годы показывало высокие трудовые результаты. В 1944 году за её звеном был закреплён участок чайной плантации площадью 6 гектаров. В 1946 году звено под её руководством собрало в среднем около 8 тысяч килограмм чайного листа с каждого гектара. В 1947 году было собрано в среднем по 9166 килограмм чайного листа с площади 2 гектара. Сама сдала колхозу в этом году 6900 килограмм чайного листа с площади 0,5 гектаров.
Указом Президиума Верховного Совета СССР от 21 февраля 1948 года удостоена звания Героя Социалистического Труда за «получение в 1947 году высокого урожая сотового чайного листа и табака» с вручением ордена Ленина и золотой медали «Серп и Молот» (№ 881).
В 1948 году её звено собрало в среднем с каждого гектара по 10056 килограмм чайного листа с площади 2 гектара. За эти выдающиеся достижения была награждена вторым Орденом Ленина. В этом же году члены её звена Тунтула Хусаиновна Моцкобили, Фериде Сулеймановна Давитадзе, Гули Хусаиновна Джиджавадзе, Хурия Ахмедовна Бабуладзе, Фадима Хасановна Катамадзе и Гули Алиевна Шакаришвили были награждены почётным званием Героя Социалистического Труда.
По итогам работы в 1949 году была награждена третьим Орденом Ленина.
Избиралась депутатом Верховного Совета Грузинской ССР 2 — 3 созывов (1947—1955), депутатом Кобулетского районного Совета депутатов трудящихся.
В 1962 году вышла на пенсию. Проживала в родном селе Хуцубани. Умерла в 1985 году.
Награды
- Герой Социалистического Труда
- Орден Ленина — трижды (1948; 29.08.1948; 19.07.1950)
- Орден «Знак Почёта» (02.04.1966)